# Leonhard Seppala
Leonhard «Sepp» Seppala (Lyngen, 14 de septiembre de 1877 – Seattle, 28 de enero de 1967) fue un criador, entrenador y musher de perros de trineo noruego-estadounidense que tuvo un papel crucial en la carrera del suero a Nome de 1925 y participó en los Juegos Olímpicos de Lake Placid 1932. Seppala introdujo en Estados Unidos los perros de trabajo que empleaban los nativos siberianos, una raza que acabaría siendo conocida como husky siberiano. El Premio Humanitario Leonhard Seppala honra la excelencia en el cuidado de perros de trineo.